# Tavares da Silva
João Joaquim Tavares da Silva (Estarreja, 29 de novembro de 1903 – 19 de outubro de 1958) foi um treinador de futebol e jornalista desportivo português.

## Biografia
Nasceu em Veiros, no concelho de Estarreja, em 29 de Novembro de 1903.
Frequentou a Faculdade de Direito de Lisboa, onde se licenciou em Direito em 1952, embora não tenha praticado, devido ao seu interesse pelo desporto. Iniciou a sua carreira como jornalista ainda durante a juventude, como colaborador no periódico Os Novos, do Liceu Pedro Nunes. Escreveu também para os periódicos Sport Lisboa, Mundo Desportivo, Os Sports, Sport Ilustrado, O Século e O Século Ilustrado, Baliza, Record e Stadium, tendo neste último sido chefe de redacção, director e proprietário. Foi igualmente um dos fundadores e director do jornal A Bola. Em 1933 integrou-se na equipa editorial do periódico Diário de Lisboa, onde foi o responsável pela divisão desportiva durante cerca de vinte e cinco anos. Também foi correspondente do periódico espanhol Marca e do Diário de Notícias de Angola, e muitos dos seus textos para transcritos pela imprensa brasileira. Aquando do seu falecimento, trabalhava para o Diário de Lisboa e era o principal redactor no Norte Desportivo. Além da imprensa desportiva, também colaborou na revista do Automóvel Club de Portugal, onde foi chefe de redacção. Foi igualmente um dos autores da obra História dos desportos em Portugal, em cooperação com Ricardo Ornelas e António Ribeiro dos Reis. A sua carreira passou igualmente pela rádio, tendo em 1933 começado a dirigir a divisão desportiva da estação Clube Radiofónico de Portugal, e depois começou a trabalhar para a Emissora Nacional como comentador-técnico. Colaborou igualmente com a agência Sonarte, em produções que foram depois emitidas pelo Rádio Clube Português, e também esteve presente em vários programas televisivos.
Desempenhou igualmente outras funções ligadas ao futebol, como dirigente, jogador, técnico e árbitro, tendo contribuido de forma decisiva para o desenvolvimento daquele desporto em Portugal. Teve uma carreira destacada como árbitro a nível internacional, tendo por exemplo dirigido um jogo entre as equipas espanhola e jugoslava em Oviedo, em 1932. Também presidiu, durante cerca de três anos, ao Colégio de Árbitros de Lisboa. Em 1930 assumiu o posto de vice-secretário do conselho-geral da Federação Portuguesa de Futebol, e ano seguinte começou a trabalhar como seleccionador, inicialmente como parte de um comité. Foi seleccionador nacional, em título único, durante várias épocas, após o biénio de 1945 a 1946. Exerceu depois como inspector dos desportos para a Federação Nacional para a Alegria do Trabalho. Voltou a ser seleccionador nacional em 1950, e entre 1954 a 1955 e 1956 e 1957. Durante estas épocas a selecção portuguesa alcançou importantes triunfos, tendo destacado a sua presença a nível internacional. Estes incluíram a primeira vitória frente a Espanha, a primeira vez que ganhou além fronteiras contra a Irlanda, num jogo em Dublin, um triunfo contra a equipa inglesa no Porto, campanhas no Médio Oriente e Brasil, e os primeiros jogos de apuramento para o campeonato mundial de 1958. Exerceu como técnico nos clubes do Belenenses, Académica, Oriental, Lusitano de Évora, Sporting da Covilhã, Caldas Sport Clube e no Sporting Clube de Portugal, tendo neste último sido igualmente sócio e membro do conselho-geral.
Fez parte de uma comissão responsável pelo estudo da regulamentação do Curso de Treinadores de Futebol, e em 1955 de uma outra comissão que tinha sido reunida para organizar o Estatuto do Jogador. Ao longo da sua carreira passou por um grande número de países, como a Espanha, França, Bélgica, Reino Unido, Irlanda, Itália, Dinamarca, Hungria, Alemanha, Suíça, Turquia, Brasil e a África do Sul. Também esteve nas colónias portuguesas de Angola e Moçambique.
Faleceu em 19 de Outubro de 1958, aos 54 anos de idade, devido a uma doença prolongada, tendo sido recentemente sujeito a uma intervenção cirúrgica, mas sem resultados. A sua morte foi anunciada pelo Diário de Lisboa na primeira página, tendo-o classificado como uma «figura de relevo no desporto nacional», e uma «legenda viva de uma dedicação sem igual pela causa desportiva, nomeadamente pelo futebol».